# SLC25A51
SLC25A51 (англ. Solute carrier family 25 member 51) – білок, який кодується однойменним геном, розташованим у людей на 9-й хромосомі. Довжина поліпептидного ланцюга білка становить 297 амінокислот, а молекулярна маса — 33 672.
| 10         |  | 20         |  | 30         |  | 40         |  | 50         |
| ---------- |  | ---------- |  | ---------- |  | ---------- |  | ---------- |
| MMDSEAHEKR |  | PPILTSSKQD |  | ISPHITNVGE |  | MKHYLCGCCA |  | AFNNVAITFP |
| IQKVLFRQQL |  | YGIKTRDAIL |  | QLRRDGFRNL |  | YRGILPPLMQ |  | KTTTLALMFG |
| LYEDLSCLLH |  | KHVSAPEFAT |  | SGVAAVLAGT |  | TEAIFTPLER |  | VQTLLQDHKH |
| HDKFTNTYQA |  | FKALKCHGIG |  | EYYRGLVPIL |  | FRNGLSNVLF |  | FGLRGPIKEH |
| LPTATTHSAH |  | LVNDFICGGL |  | LGAMLGFLFF |  | PINVVKTRIQ |  | SQIGGEFQSF |
| PKVFQKIWLE |  | RDRKLINLFR |  | GAHLNYHRSL |  | ISWGIINATY |  | EFLLKVI    |

A: Аланін

C: Цистеїн

D: Аспарагінова кислота

E: Глутамінова кислота

F: Фенілаланін

G: Гліцин

H: Гістидин

I: Ізолейцин

K: Лізин

L: Лейцин

M: Метіонін

N: Аспарагін

P: Пролін

Q: Глутамін

R: Аргінін

S: Серин

T: Треонін

V: Валін

W: Триптофан

Задіяний у такому біологічному процесі, як транспорт. 
Локалізований у мембрані, мітохондрії, внутрішній мембрані мітохондрії.